# Tephrosia leveillei
Tephrosia leveillei är en ärtväxtart som beskrevs av Karel Domin. Tephrosia leveillei ingår i släktet Tephrosia och familjen ärtväxter. Inga underarter finns listade i Catalogue of Life.